# マクシム・ムバンダ
マクシム・ムバンダ（Maxime Mbanda、1992年4月10日 - ）は、プロ14ゼブレに所属するラグビーユニオン選手。

## プロフィール
- イタリア・ローマ出身。父はコンゴ民主共和国出身、母はイタリア人。
- ポジションはフランカー(FL)。
- 身長 188cm、体重 101kg
- U20イタリア代表に選ばれたことがある[1]。
- イタリア代表キャップは25（2021年1月現在）でラグビーワールドカップ2019のイタリア代表に選ばれた[2]。

## 略歴
グランデ・ミラノ、F.I.R.アカデミー、カルヴィザーノを経て、2016年、ゼブレに加入。
2020年、新型コロナウイルスの流行に伴い、ボランティアとして救急車の運転手になった。